# Komplementäre Observablen
Unter der Komplementarität zweier messbarer Größen (Observablen) versteht man in der Quantenmechanik die Eigenschaft, dass die zu den zugehörigen Observablen gehörenden Operatoren einen Kommutator aufweisen, der den Wert {\displaystyle \pm \mathrm {i} \hbar } annimmt:
{\displaystyle [A,B]=AB-BA=\pm \mathrm {i} \hbar }
Dabei bezeichnet {\displaystyle \hbar } die reduzierte Planck-Konstante, {\displaystyle A} und {\displaystyle B} sind die Operatoren der komplementären Observablen. 
Aufgrund der verallgemeinerten Heisenbergschen Unschärferelation folgt daraus, dass beide Observablen gleichzeitig nicht beliebig genau gemessen werden können, sondern dass für die Varianz ihrer Messung stets
{\displaystyle \sigma _{A}\sigma _{B}\geq {\frac {\hbar }{2}}}
gilt. Insbesondere kann bei vollständiger Bekanntheit der ersten Größe über das Ergebnis einer quantenmechanischen Messung der zweiten Größe überhaupt nichts ausgesagt werden (alle möglichen Messergebnisse sind gleich wahrscheinlich).
Ein bekanntes Paar zueinander komplementärer Observablen sind der Ort und der Impuls eines Objekts. Da die klassische Trajektorie durch Ort und Impuls beschrieben wird, bedeutet die Komplementarität dieser beiden Größen, dass das Konzept einer klassischen Bahnbewegung in der Quantenmechanik aufgegeben werden muss.
Die verschiedenen Komponenten des Drehimpulses sind in diesem Sinn keine komplementären Observablen: sie können zwar ebenfalls nicht gleichzeitig gemessen werden, aber der Kommutator der Komponenten des Drehimpulsoperators ist keine Zahl, sondern selbst ein Operator. Solche Größen, die nicht gleichzeitig beliebig genau gemessen werden können, heißen inkommensurabel.